# 10526 Ґінкоґіно
10526 Ґінкоґіно (10526 Ginkogino) — астероїд головного поясу, відкритий 19 жовтня 1990 року.
Тіссеранів параметр щодо Юпітера — 3,602.